# Харуково
Харуко́во (бел. Харуко́ва, пол. Chorukowo) — деревня в Сморгонском районе Гродненской области Белоруссии.
Входит в состав Коренёвского сельсовета.
Расположена в центральной части района. Расстояние до районного центра Сморгонь по автодороге — около 12 км, до центра сельсовета деревни Корени по прямой — чуть более 11,5 км. Ближайшие населённые пункты — Глинно, Караваи, Сазоны. Площадь занимаемой территории составляет 0,0650 км², протяжённость границ 1870 м.
Согласно переписи население деревни в 1999 году насчитывало 7 человек.
До 2008 года Харуково входило в состав Белковщинского сельсовета.